# واك أون (أغنية تو يو)
واك أون هي أغنية لفرقة الروك الأيرلندية يو تو. هي الأغنية الرابعة في ألبومهم العاشر All That You Can't Leave Behind (2000). صدرت الأغنية لأول مرة في كندا في 20 فبراير 2001، ثم أصدرت في المملكة المتحدة في نوفمبر من نفس العام؛ وكانت الأغنية المنفردة الثانية للألبوم في كندا والرابعة دوليًا. كتب الأغنية الأكاديمية البورمية أونج سان سو تشي التي كانت رئيسة الرابطة الوطنية من أجل الديمقراطية ثم وضعت تحت الإقامة الجبرية من عام 1989 حتى عام 2010 بسبب أنشطتها المؤيدة للديمقراطية، لذا حظرت الأغنية في بورما.
فازت الأغنية بجائزة جرامي لتسجيل العام في حفل عام 2002 وهي المرة الأولى التي يفوز فيها فنان بالجائزة في أعوام متتالية لأغاني من نفس الألبوم (بعد فوز " يوم جميل " في العام السابق .